# Alsenz (gmina)
Alsenz – miejscowość i gmina  w Niemczech, w kraju związkowym Nadrenia-Palatynat, w powiecie Donnersberg, wchodzi w skład gminy związkowej Nordpfälzer Land. Do 31 grudnia 2019 siedziba administracyjna gminy związkowej Alsenz-Obermoschel.